# U-620
| U-620                                                                                    | U-620 | U-620 |
| ---------------------------------------------------------------------------------------- | --- | --- |
| U 620                                                                                    | | |
|                                                                                          | | |
| Зображення підводного човна підтипу VIIC                                                 | | |
| Верф                                                                                     | «Blohm + Voss», Гамбург | «Blohm + Voss», Гамбург |
| Під прапором                                                                             | Третій Рейх | Третій Рейх |
| Належність                                                                               | Крігсмаріне | Крігсмаріне |
| Порт приписки                                                                            | Кенігсберг, Кіль, Ла-Рошель                                                                                                 | Кенігсберг, Кіль, Ла-Рошель                                                                                                 |
| Замовлення                                                                               | 15 серпня 1940 | 15 серпня 1940 |
| Закладений                                                                               | 19 червня 1941 | 19 червня 1941 |
| Спуск на воду                                                                            | 9 березня 1942 | 9 березня 1942 |
| Введений до складу флоту                                                                 | 30 квітня 1942 | 30 квітня 1942 |
| На службі                                                                                | 1942—1943 | 1942—1943 |
| Загибель                                                                                 | 13 лютого 1943 року потоплений північно-західніше Лісабона глибинними бомбами британського протичовнового літака «Каталіна» | 13 лютого 1943 року потоплений північно-західніше Лісабона глибинними бомбами британського протичовнового літака «Каталіна» |
| Бойовий досвід                                                                           | Друга світова війна Битва за Атлантику                                                                                      | Друга світова війна Битва за Атлантику                                                                                      |
| Проєкт                                                                                   | | |
| Тип ПЧ                                                                                   | середній торпедний ДПЧ | середній торпедний ДПЧ |
| Вартість                                                                                 | 4 714 000 ℛℳ | 4 714 000 ℛℳ |
| Основні характеристики                                                                   | | |
| Швидкість (надводна)                                                                     | 17,9 вузлів | 17,9 вузлів |
| Швидкість (підводна)                                                                     | 8 вузлів | 8 вузлів |
| Робоча глибина занурення                                                                 | 100 м | 100 м |
| Гранична глибина занурення                                                               | 220 м | 220 м |
| Автономність плавання                                                                    | 135—174 км на швидкості 4 вузли (в підводному положенні) 11 470 км на швидкості 10 вузлів (у надводному положенні)          | 135—174 км на швидкості 4 вузли (в підводному положенні) 11 470 км на швидкості 10 вузлів (у надводному положенні)          |
| Екіпаж                                                                                   | 44-60 осіб | 44-60 осіб |
| Розміри                                                                                  | | |
| Довжина найбільша (по КВЛ)                                                               | 67,1 м | 67,1 м |
| Ширина корпусу найб.                                                                     | 6,2 м | 6,2 м |
| Висота                                                                                   | 9,6 м | 9,6 м |
| Середня осадка (по КВЛ)                                                                  | 4,74 м | 4,74 м |
| Водотоннажність надводна                                                                 | 769 т | 769 т |
| Силова установка                                                                         | | |
| дизель-електрична; 2 дизельних двигуни MAN M 6 V 40/46, 2 електродвигуни BBC GG UB 720/8 | | |
| Гвинти                                                                                   | 2 | 2 |
| Потужність                                                                               | 2 × 2100—2310 к.с. (дизелі) 2 × 750 к.с. (електродвигуни)                                                                   | 2 × 2100—2310 к.с. (дизелі) 2 × 750 к.с. (електродвигуни)                                                                   |
| Озброєння                                                                                | | |
| Артилерія                                                                                | 1 × 88-мм палубна гармата SK C/35                                                                                           | 1 × 88-мм палубна гармата SK C/35                                                                                           |
| Торпедно- мінне озброєння                                                                | 4 носових і один кормовий ТА 14 торпед або 26 мін TMA                                                                       | 4 носових і один кормовий ТА 14 торпед або 26 мін TMA                                                                       |
| ППО                                                                                      | 1 × 37-мм зенітна гармата Flak M42 2 × 20-мм зенітні гармати FlaK 30                                                        | 1 × 37-мм зенітна гармата Flak M42 2 × 20-мм зенітні гармати FlaK 30                                                        |

U-620 — німецький підводний човен типу VIIC часів Другої світової війни.
Замовлення на будівництво човна було віддане 15 серпня 1940 року. Човен був закладений на верфі суднобудівної компанії «Blohm + Voss» у Гамбурзі 19 червня 1941 року під будівельним номером 596, спущений на воду 9 березня 1942 року, 30 квітня 1942 року увійшов до складу 8-ї флотилії. Також за час служби перебував у складі 3-ї флотилії. Єдиним командиром човна був капітан-лейтенант Гайнц Штайн.
Човен зробив 2 бойових походи, в яких потопив 1 судно.
Потоплений 13 лютого 1943 року у Північній Атлантиці північно-західніше Лісабона (39°18′ пн. ш. 11°17′ зх. д. / 39.300° пн. ш. 11.283° зх. д.) глибинними бомбами британської «Каталіни». Всі 47 члени екіпажу загинули.

## Потоплені та пошкоджені кораблі[3]
| Назва            | Тип    | Належність      | Дата          | Тоннаж (БРТ) | Вантаж                     | Статус    | Місце                                                       |
| British Dominion | танкер | Велика Британія | 11 січня 1943 | 6 983        | 9 000 т авіаційного палива | потоплено | 30°30′ пн. ш. 19°55′ зх. д. / 30.500° пн. ш. 19.917° зх. д. |